# Qualificazioni al campionato mondiale maschile di pallavolo 2014 (CAVB)
Le qualificazioni per il campionato mondiale di pallavolo maschile 2014 dell'Africa mettono in palio 3 posti. Delle 53 squadre africane appartenenti alla CAVB e aventi diritto di partecipare alle qualificazioni, ne partecipano 44.

## Squadre partecipanti
- Algeria
- Benin (ritirato)
- Botswana
- Burkina Faso
- Burundi
- Camerun
- Capo Verde
- Ciad
- Comore (ritirate)
- Costa d'Avorio
- Egitto
- Etiopia (ritirata)

- Gabon
- Gambia (ritirato)
- Ghana
- Guinea (ritirata)
- Kenya
- Lesotho
- Liberia (ritirata)
- Libia
- Madagascar (ritirato)
- Malawi
- Marocco

- Mauritius
- Mozambico
- Namibia
- Niger
- Nigeria
- Rep. Centrafricana (ritirata)
- Rep. del Congo
- RD del Congo (ritirata)
- Ruanda
- Senegal

- Seychelles
- Sierra Leone
- Sudan (ritirato)
- Sudafrica (ritirato)
- eSwatini
- Tanzania
- Togo
- Tunisia
- Uganda
- Zambia
- Zimbabwe

## Turno subzonale

### Gruppo A
- Luogo:  Chlef
- Date: 29-31 luglio 2013

### Gruppo B
- Luogo:  Praia
- Date: 4-6 luglio 2013

### Gruppo D
- Luogo:  Ouagadougou
- Date: 24-26 luglio 2013

### Gruppo E
- Luogo:  Abuja
- Date: 23-25 luglio 2013

### Gruppo F
- Luogo:  N'Djamena
- Date: 4-6 luglio 2013

### Gruppo H
- Luogo:  Kampala
- Date: 25-27 luglio 2013

### Gruppo I
- Luogo:  Kigali
- Date: 25-26 luglio 2013

### Gruppo J
- Luogo:  Maputo
- Date: 3-6 luglio 2013

### Gruppo K
- Luogo:  Lilongwe
- Date: 23-25 luglio 2013

### Gruppo L
- Luogo:  Victoria
- Date: 26-28 luglio 2013

## Turno zonale

### Gruppo M
- Luogo:  Radès
- Date: 20-22 novembre 2013

### Gruppo O
- Luogo:  Niamey
- Date: 24-26 ottobre 2013

### Gruppo P
- Luogo:  Brazzaville
- Date: 7-9 novembre 2013

### Gruppo Q
- Luogo:  Kigali
- Date: 26-30 novembre 2013

### Gruppo R
- Luogo:  Molepolole
- Date: 8-12 ottobre 2013

### Gruppo S
- Luogo:  Vacoas-Phoenix
- Date: 6 ottobre 2013

## Fase finale

### Gruppo T
- Luogo:  Yaoundé
- Date: 13-17 febbraio 2014

### Gruppo U
- Luogo:  Nairobi
- Date: 6-10 febbraio 2014

### Gruppo V
- Luogo:  Tunisi
- Date: 3-7 marzo 2014